# ۱٬۴-سیکلوهگزان‌دیون
۱،۴-سیکلوهگزان‌دیون (به انگلیسی: 1,4-Cyclohexanedione) با فرمول شیمیایی C۶H۸O۲ یک ترکیب شیمیایی است. که جرم مولی آن ۱۱۲٫۱۲۷ g/mol می‌باشد. 